# Talbot 12HP, 16HP e 24HP
Le 12HP, 16HP e 25HP erano tre autovetture prodotte tra il 1905 e il 1914 dalla Casa automobilistica anglo-francese Clément-Talbot.

## Profilo e storia
Agli albori della sua storia, la Clément-Talbot importava vetture Clément-Bayard dalla Francia in Gran Bretagna. Non si occupava quindi di produzione di vetture proprie. Ciò andò avanti per un lasso relativamente breve di tempo, vale a dire dal 1903 al 1905.
A partire da quell'anno, infatti, la Clément-Talbot cominciò anche a occuparsi di produzione di vetture. Fu così che proprio nel 1905 nacque la 16HP, una vettura con carrozzeria double-phaeton, dotata di quattro posti su due file di sedili e di un grande parabrezza. Fu realizzata parzialmente in Inghilterra.
L'anno dopo fu realizzata la 20HP, sulla stessa base della 16HP, ma equipaggiata da un motore da 3.8 litri in luogo del più piccolo 2.7 litri della 16HP.
Nella seconda metà degli anni '900 fu introdotta anche la 25HP, una vettura con carrozzeria simile a quella della 16HP, ma più elegante e signorile, e anche più slanciata nella linea. Alcuni esemplari furono ricarrozzati con una carrozzeria sportiva e impiegati in alcune competizioni. Fu così che nel 1913, una di queste 25HP sfondò per la prima volta il muro delle 100 miglia orarie (circa 160 km/h). Ciò avvenne al circuito di Brooklands. Tra gli altri exploit della 25HP vi fu la traversata dell'Australia.

Immediatamente prima dello scoppio della prima guerra mondiale fu commercializzata anche la 12 HP, una vettura di fascia più bassa delle prime due e che, grazie ai suoi 28 CV di potenza massima, si rese particolarmente brillante per l'epoca e incontrò un buon successo di vendite.